# 含多汤

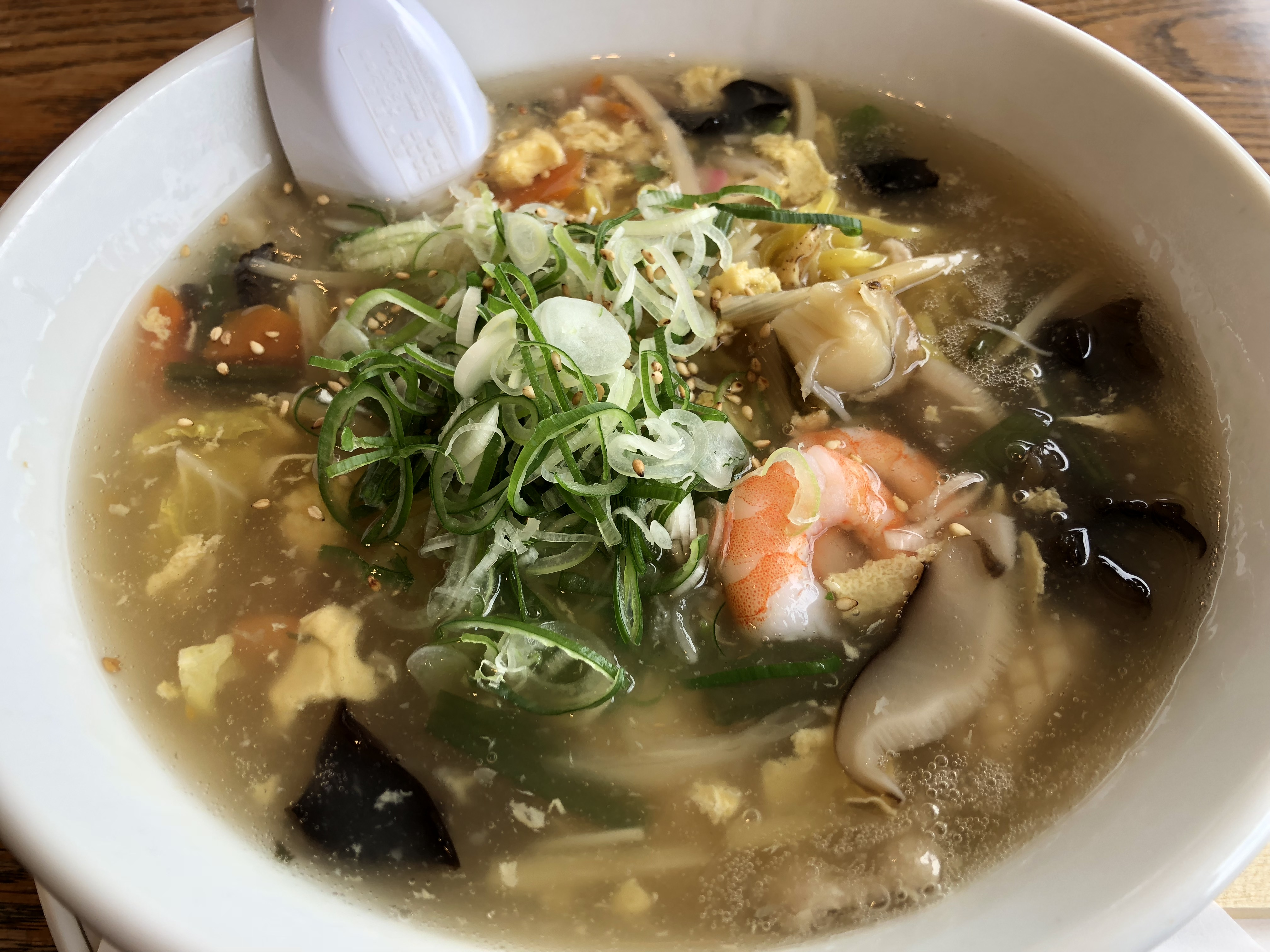
含多汤

含多汤（日语： Gatatan）是日本北海道芦别市的中华料理。它是一种粘稠的、包含多种食材的中国风格的汤。含多汤是一种“地方美食”，在芦别市的多家餐厅有售。

## 简介
含多汤内包含的食材通常有日式团子、笋、香菇、猪肉、魔芋、竹轮、鸡蛋等十余种，汤汁粘稠，口味为盐味。汤底可使用鸡骨或猪骨汤，而使用的食材也并无定规，例如芦别市的各家餐馆就有各自的食谱。基于含多汤，当地也衍生出了含多汤拉面、含多汤炒饭等食品。

## 历史
含多汤起源于中国东北的家常食品“疙瘩汤”。疙瘩汤里的疙瘩是面粉以水调成的颗粒：将面粉置于盆或碗等容器中，逐渐加入凉水并不断搅拌而成。疙瘩汤可以包含肉类、蔬菜等，可以作为汤菜也可以作为主食。在东京的中国东北饭店有些也会有售卖疙瘩汤。含多汤（罗马字：Gatatan）的名称即来自于疙瘩汤。
芦别市的含多汤发端于第二次世界大战之后。与日式饺子类似，它也是一种日本战败后从中国带回并发展的料理。从中国东北归还的村井丰后之亮在芦别开设了中华料理店“幸乐”，以疙瘩汤为基础创制了含多汤并贩售。在芦别煤矿（1992年关闭）兴盛的年代，含多汤由于营养丰富、味道可口而且食用方便，很受煤矿劳动者欢迎。
2005年，为了振兴地方经济，芦别市实施了一系列举措以促进旅游事业。含多汤的产业化作为其中一环，获得了市内多家餐饮店铺的支持。2006年，“芦别含多汤拉面”的商标由芦别振兴公社注册。而“芦别含多汤”作为团体商标在2010年由芦别商工会议所注册。含多汤在北海道（特别是札幌）和东京举行的宣传活动以及一系列电视节目中获得了介绍。
目前芦别市内有十余家餐馆提供含多汤和衍生食品。芦别振兴公社也推出了可以作为土产带回自家简易烹调的“含多汤生拉面”，在芦别市的道之驿贩售。